# 2012年ロンドンオリンピックのスロバキア選手団
2012年ロンドンオリンピックのスロバキア選手団（2012ねんロンドンオリンピックのスロバキアせんしゅだん）は、2012年7月27日から8月12日にかけてイギリスの首都ロンドンで開催された2012年ロンドンオリンピックのスロバキア選手団、およびその競技結果。

## 概要
今大会は銀メダル1個、銅メダル3個の合計4個のメダルを獲得した。

## メダル
| メダル | 選手名                                        | 競技   | 種目              |
| ------ | --------------------------------------------- | ------ | ----------------- |
| 銀     | ズザナ・ステフェツェコバ                      | 射撃   | 女子トラップ      |
| 銅     | ダンカ・ベルテコバ                            | 射撃   | 女子スキート      |
| 銅     | ミハル・マルティカン                          | カヌー | 男子スラロームC-1 |
| 銅     | パボル・ホフショルネル ペテル・ホフショルネル | カヌー | 男子スラロームC-2 |